# Callionymus melanotopterus
Callionymus melanotopterus är en fiskart som beskrevs av Bleeker, 1851. Callionymus melanotopterus ingår i släktet Callionymus och familjen sjökocksfiskar. Inga underarter finns listade.